# José Vallarino
José Vallarino Jiménez (La Villa de los Santos, 8 de julio de 1792 - Bogotá, 25 de abril de 1854) fue un prócer colombiano, firmante del Acta de Independencia de Panamá en 1821 y orador principal que anunció formalmente la Independencia de Panamá de España.

## Biografía
Fue hijo de Bernardo Vallarino y Tarja, noble abolengo y militar oriundo de Cádiz, que ostentaba el título de Caballero del Hábito de Santiago y de la Real y Militar Orden de San Hermenegildo. A finales del siglo XVIII su padre era Coronel de los Reales Ejércitos, gobernador civil y militar de Costa Rica y de Cartagena de Indias. Su madre fue Josefa Cayetana Jiménez de las Cuevas Álvarez, oriunda de Barcelona. Sus padres se habrían trasladado al istmo de Panamá, donde contrajeron nupcias en 1788, pocos años antes de su nacimiento. José fue hermano del también prócer independentista Ramón Vallarino Jiménez y del militar Bernardo Vallarino Jiménez, quien participó en la batalla de Ayacucho y muerto en combate durante la batalla del Portete de Tarqui en 1829.
Durante su juventud, José se trasladó a Cartagena donde se convirtió en cadete del rey, y en 1814 fue nombrado administrador de las cajas reales. Poco después, y contrario a las acciones de su padre, se contagió de los movimientos de emancipación de Hispanoamérica, y usando su poderosa influencia social y económica como criollo fundó en 1819 el «Club Independentista», que aglutinaría a otros personajes que buscaban la independencia del istmo.
Fue uno de los firmantes del Acta de Independencia de Panamá, el 28 de noviembre de 1821, y el encargado de declarar consumada la independencia del istmo del yugo español desde el balcón del edificio del cabildo. Posteriormente fue encargado por el general José de Fábrega en recibir a las tropas españolas de los fuertes de Portobelo y Chagres tras su capitulación.
Llegó a ser miembro de la Convención de Ocaña y Consejero de Estado durante el mandato de Simón Bolívar. Además fue prefecto de la provincia de Panamá, gobernador de las provincias de Mariquita, Santander y Riohacha, y además senador representando a Panamá.
Se casó con María Miró Rubini y tuvo siete hijos, antecesores del apellido Vallarino que se extendió por Panamá y Perú.